# Кени Лејк (Аљаска)
Кени Лејк (енгл. Kenny Lake) насељено је место без административног статуса у америчкој савезној држави Аљаска.

## Демографија
По попису из 2010. године број становника је 355, што је 55 (-13,4%) становника мање него 2000. године.
| Група             | 2000.       | 2010.       |
| Белци             | 332 (81,0%) | 293 (82,5%) |
| Афроамериканци    | 0 (0,0%)    | 1 (0,3%)    |
| Азијати           | 2 (0,5%)    | 1 (0,3%)    |
| Хиспаноамериканци | 24 (5,9%)   | 12 (3,4%)   |
| Укупно            | 410         | 355         |